# Uchi Maius
Uchi Maius ou Uchi Majus est un site archéologique tunisien situé à 120 kilomètres au sud-ouest de Tunis dans le gouvernorat de Béja, au lieu dénommé Henchir Douamis. Fouillé partiellement au XIXe siècle, les fouilles ont repris sur le site, fruit d'une collaboration italo-tunisienne, même si le site reste encore largement méconnu.

## Localisation
Le site est situé non loin de Dougga. Vaste de vingt hectares, il est très peu dégagé.

## Histoire

### Histoire ancienne et médiévale
La cité est une fondation numide du Ve siècle av. J.-C. La colonisation romaine débute après la défaite de Jugurtha, en 103 av. J.-C., avec l'installation de vétérans de Caius Marius. La cité se voit octroyer le titre de colonie romaine en 230 par Sévère Alexandre, devient le siège d'un évêché au Ve siècle et reste active à l'époque vandale et byzantine. De même, une installation arabe y est attestée aux IXe-XIIe siècles.

### Redécouverte du site
Le site est identifié en 1882 et étudié en premier lieu par Charles Tissot, suivi par René Cagnat en 1885. Alfred Merlin et Louis Poinssot publient un ouvrage majeur au début du XXe siècle. Le site est ensuite délaissé au profit du site de Dougga situé non loin de là.
Un accord entre l'Institut national du patrimoine et l'Université de Sassari permet de relancer les travaux sur le site à partir de 1994.

## Éléments du site
La cité s'est vue dotée de tous les éléments traditionnels d'une cité romaine.

### Édifices officiels
- arc de Sévère Alexandre (239).
- arc de Gordien III (241).
- forum.

### Édifices religieux
- temple dédié à la triade capitoline.
- basilique paléo-chrétienne.

### Édifices de loisirs

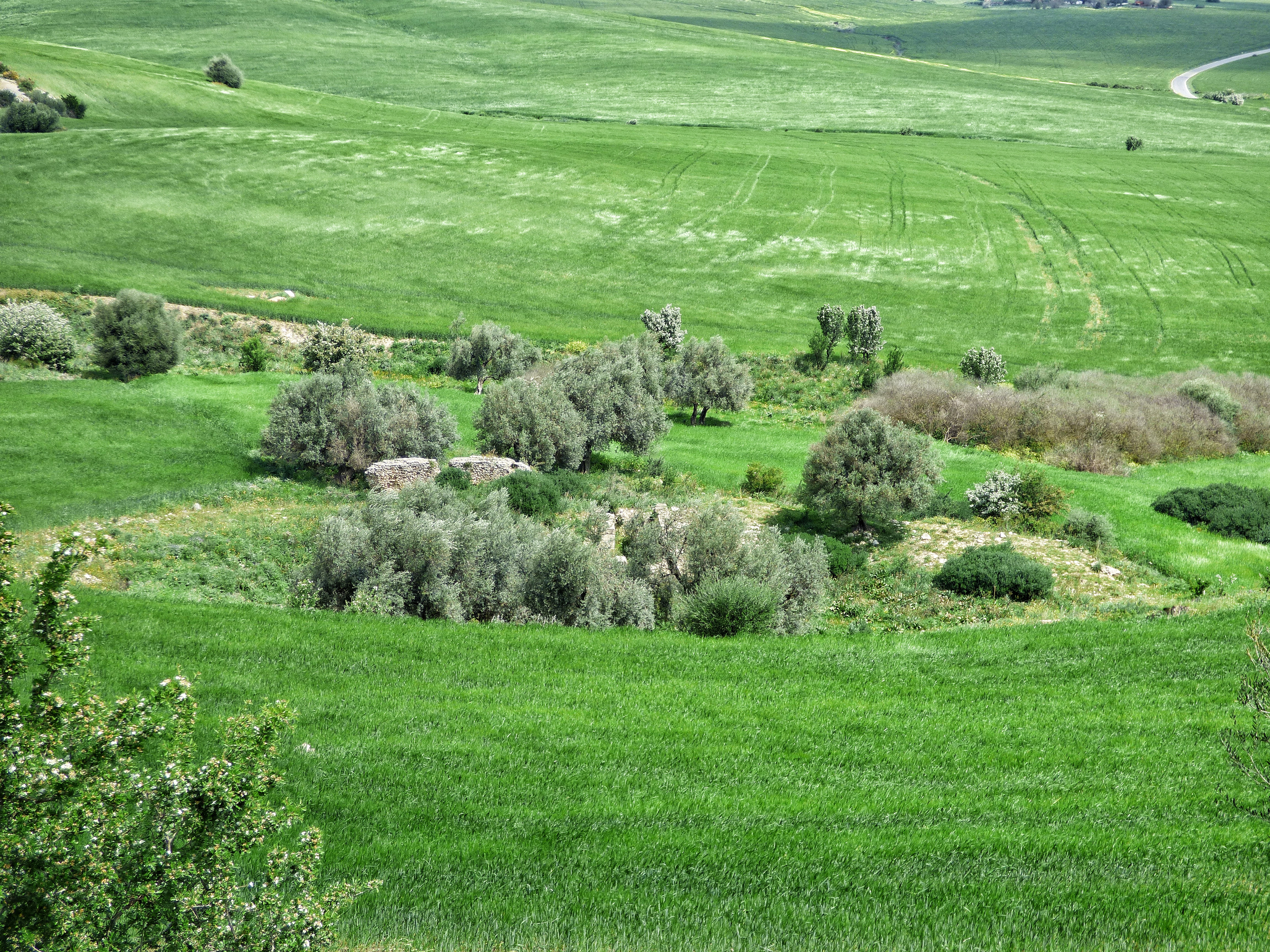
Vue de l’amphithéâtre d'Uchi Maius

- thermes fouillés récemment et datés de la première moitié du IVe siècle[1].
- amphithéâtre en cours de dégagement mais daté traditionnellement du IIIe siècle.

### Infrastructures
Les recherches menées ont porté jusqu'à présent sur le système d'adduction d'eau.